# Rabbalshede
Rabbalshede is een plaats in de gemeente Tanum in het landschap Bohuslän en de provincie Västra Götalands län in Zweden. De plaats heeft 260 inwoners (2005) en een oppervlakte van 59 hectare.

## Verkeer en vervoer
Bij de plaats loopt de Europese weg 6.
De plaats heeft een station aan de spoorlijn Göteborg - Skee.